# Gallicolumba erythroptera
Gallicolumba erythroptera é uma espécie de ave da família Columbidae.
É endémica da Polinésia Francesa.
Os seus habitats naturais são: florestas secas tropicais ou subtropicais , matagal árido tropical ou subtropical, plantações  e jardins rurais.
Está ameaçada por perda de habitat.